# Lumnezia
Lumnezia ( toponimo romancio; in tedesco Lugnez) è un comune svizzero di 2 009 abitanti del Canton Grigioni, nella regione Surselva.

## Geografia fisica
Il comune si trova nell'omonima valle formata dal fiume Glenner, tributario del Reno Anteriore.

## Storia
Il comune di Lumnezia è stato istituito il 1º gennaio 2013 con la fusione dei comuni soppressi di Cumbel, Degen, Lumbrein, Morissen, Suraua (a sua volta istituito nel 2002 con la fusione dei comuni soppressi di Camuns, Surcasti, Tersnaus e Uors-Peiden), Vella, Vignogn e Vrin; capoluogo comunale è Vella.

## Geografia antropica

### Frazioni
Le frazioni di Lumnezia sono:
- Cumbel[6]
- Degen[7]
  - Rumein
  - Vattiz
- Lumbrein[8]
  - Nussaus
  - Pruastg
  - Silgin
  - Sogn Andriu
  - Surin
- Morissen[9]
- Suraua[10]
  - Camuns[11]
    - Masauns
    - Runs
    - Sutscheins

  - Surcasti[12]
  - Tersnaus[13]
  - Uors-Peiden[14]
    - Peiden[15]
    - Uors[16]
- Vella[17]
  - Pleif
- Vignogn[18]
- Vrin[19]
  - Cons
  - Ligiazun
  - Sogn Giusep
  - Vrin Dadens
  - Vrin Dado